# Мухаммад Худабенде
Мухаммад Худабенде (*перс. شاه محمد خدابنده‎, 1531/1532 —1595/1596) — шах Персії у 1577—1587 роках. Його прізвисько перекладається як «Раб Божий».

## Життєпис

### Молоді роки
Походив з династії Сефевідів. Був сином шаха Тахмаспа I та Султанум Бегум Мавасіллу, представницею туркменської знаті. Народився у Тебрізі у 1531 або 1532 році. Від народження мав слабке здоров'я, відрізнявся лагідністю і поганим зором. У 1537 році призначено губернатором Герату, втім був номінальним керівником. Фактично правив Гератом Мухаммед Шараф аль-Дін-огли Таккалу, один з кизилбашських ханів (емірів). В Гераті Мухаммед здобув освіту, захопившись мистецтвом та каліграфією.
У 1572 році призначено губернатором Ширазу в області Фарс. Багато сприяв відновленню славу культурного центру Персії. Залучив до свого місцевого двору поетів та художників. Також сам уславився як поет, що складав вірші під псевдонімом «Фахмі». Перебував на посаді до 1577 року.

### Шах
У 1577 році було вбито брата Мухаммеда — шаха Ісмаїл II, який в короткий час здійснив численні страти представників династії Сефевідів та вищої знаті. Владу знову отримали хани кизилбашських племен. На великій раді було обрано новим шахом Мухаммеда. Того ж року останнього було проголошено новим шахом. Однак несподіваною перешкодою всевладдя емірів стала дружина Мухаммада, енергійна і владна Хейр ан-Ніса-бегім. Остання прийняла на себе всю повноту шахський влади, вела усі важливі державні справи, а її безвольний чоловік розпорядився, щоб її печатка ставилася на звороті шахських указів і грамот над печаткою візира.
Відразу після церемонії сходження на трон, що сталася в лютому 1578 року вона наказала стратити сестру свого чоловіка, Паріхан-ханум, в якій абсолютно виправдано бачила суперницю. Крім того, за її наказом було страчено однорічний син Ісмаїла II — Шахшуджа. Втім влада шаха та його дружини поширювалася на північну частину державу навколо столиці Казвіну. Водночас на місцях влада залишалася у ханів кизилбаши, які фактично поділили країну між собою.
Історик Іскандер Мунши повідомляє, що шах «відкрив дверцята» державної скарбниці і «досяг межі марнотратства». За його наказом візир Мірза Салман за рік або два видавав позики емірам та ханам. Шахські війська, які тривалий час не отримували гідної платні, отримали усі борги. Водночас Мухаммед не карав вищих сановників за хабарництво. Очільники кизилбашів мало зважати на інтереси держави. В свою чергу це значно послабило Персію перед зовнішньою загрозою.
В країні розпочалися міжплемінні чвари. Першими підняли заколот курди, які раптово захопили Хой і Урмію. Водночас узбеки вдерлися до Хорасану, але зазнали поразки від губернатора Мешхеду. Водночас османський султан Мурад III розпочав війну проти шаха Мухаммеда. війська османів на чолі із Лалою Мустафою-пашею рушили на Казвін та Тебріз. війська кизилбашів зазнали поразки у битві біля озера Чілдир. В результаті вороги зайняли Закавказзя, царство Кахеті та Картли і Ширваншахство підкорилися Оманській імперії.
Нове перське військо очолив син шаха, Хамза Мірза. Восени 1578 року він виступив в Ширван і 28 листопада в містечку Моллахасн розгромив 20-тисячне військо кримських татар на чолі із Аділь-Гіреєм, братом хана Мехмеда II. Аділя було взято у полон й страчено в Казвіні. Втім Хамза Мірза не зміг розвинути успіх через безперервні чвари у своєму стані та при дворі шаха, винуватицею яких часто була дружина Хейр ан-Ніса-бегім. У липні 1579 року в результаті змови емірів вона була задушена, але ця подія не припинило чвар.
У 1585 році до Ширвану вдерлася нове османське військо на чолі з Осман-пашею. У вересні того ж року було втрачено Тебріз, який було пограбовано й сплюндровано. Через нестачу провіанту Осман-паша незабаром залишив Тебріз, залишивши там залогу, не наважившись рушити на Казвін.
В цей час підняли заколот туркменські племена текелі та зулькадар. Хамза Мірза на чолі війська рушив проти них, але насилу придушив виступ туркмен. Успіхи Хамзи Мірзи викликало невдоволення ханів кизилбашів, які побоювалися зростанню авторитету принца. Тому виникла змова серед очільників племен шамла і усталджу, в результаті якого Хамзу неподалік від Гянджі було зарізано сплячим особистим його цирульником Худаверді.
Спадкоємцем шаха став 13-річний Абуталіб-мірза. Однак більшість кизилбашських племен не визнали його, і в червні 1587 року перейшли на бік хорасанських емірів на чолі із Муршідкулі-ханом (очільником кизилбаши племені усталджу), які висунули шахом іншого сина Мухаммада Худабенде — малолітнього Аббаса-мірзу. Це було викликано бажання кизилбашів мати зовсім покірного правителя. Почалося велике повстання проти шаха Мухаммеда. Втім швидко усі війська та знать залишили останнього. В результаті шах здався у 1587 році, зрікся влади, передавши трон Аббасу I.

### Смерть
Останні роки провів у Казвіні. На той час він майже повністю осліп. Проте невідомо, де саме й коли помер: 1595 або 1596 року — Казвіні або Аламуті.